# Estación Dongmyo

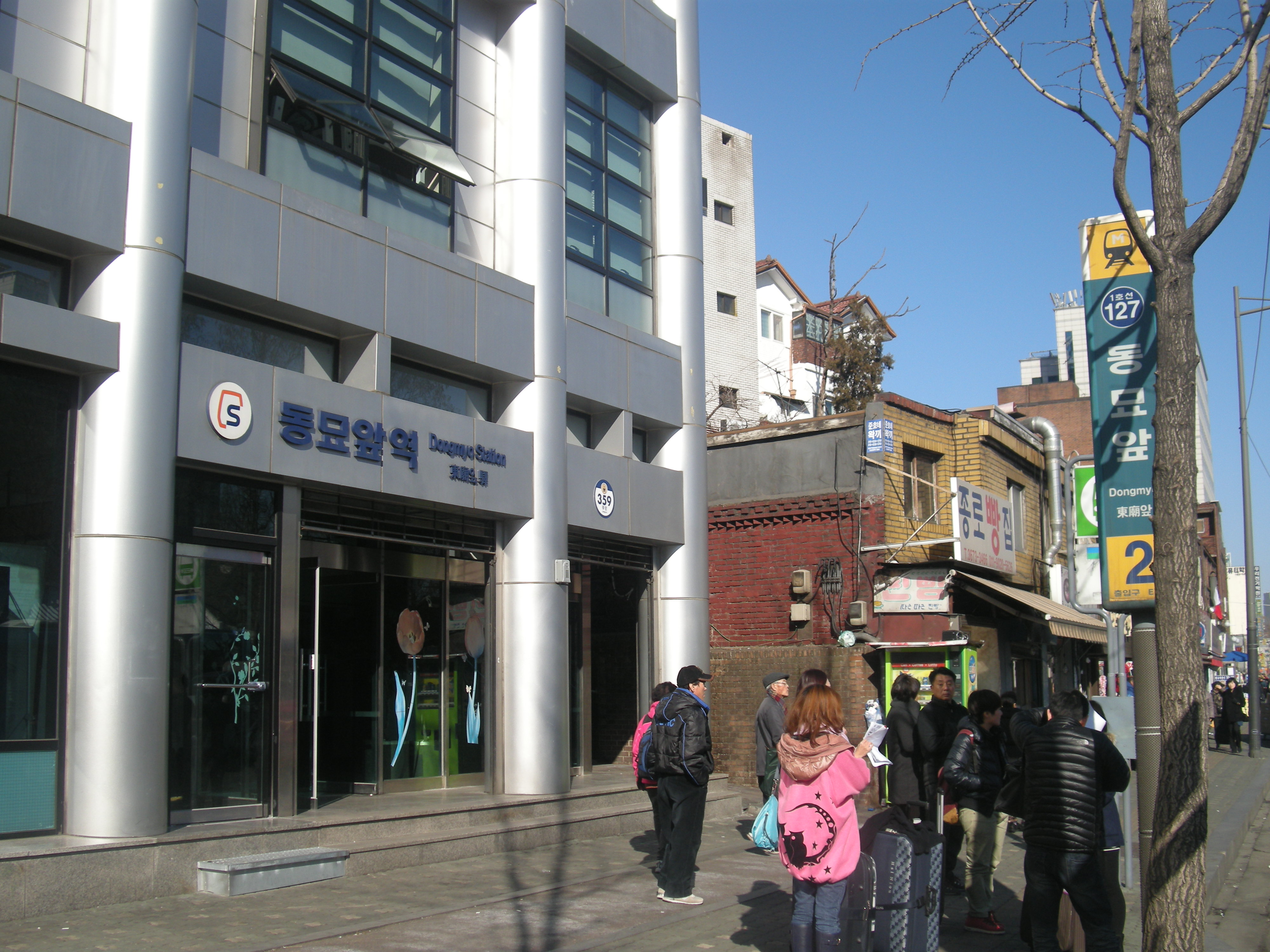
Salida 2 de la Estación Dongmyo.

Estación Dongmyo (Dongmyoap-yeok) es una estación de transferencia para la Línea 1 y la Línea 6 del metro de Seúl. La estación está localizada en Jongno-gu, Seúl. El nombre de estación se originó de Dongmyo (literalmente significa "Santuario del Este "), cual está situado en cercano de la estación.

## Historia
- 15 Dic 2000: Segunda apertura la Línea 6
- 21 Dic 2005: Apertura de la Línea 1

## Salidas
- Salida 1 : Parque Sungin
- Salida 3 : Dongmyo
- Salida 4 : Escuela Primaria Changsin
- Salida 8 : Dongdaemun
- Salida 9 : Doosan APT